# Indianapolis Kautskys 1946-1947
La stagione 1946-47 degli Indianapolis Kautskys fu la 6ª nella NBL per la franchigia.
Gli Indianapolis Kautskys arrivarono secondi nella Western Division con un record di 27-17. Nei play-off persero al primo turno con i Chicago American Gears (3-2).

## Roster
| N° | Naz.                   | Ruolo | Sportivo        | Anno | Alt. | Peso |
| -- | ---------------------- | ----- | --------------- | ---- | ---- | ---- |
|    | Stati Uniti (bandiera) | AC    | Arnie Risen     | 1924 | 206  | 91   |
|    | Stati Uniti (bandiera) | GA    | Leo Klier       | 1923 | 185  | 77   |
|    | Stati Uniti (bandiera) | GA    | Herm Schaefer   | 1918 | 183  | 79   |
|    | Stati Uniti (bandiera) | GA    | Ernie Andres    | 1918 | 185  | 91   |
|    | Stati Uniti (bandiera) | AC    | Bill Closs      | 1922 | 196  | 88   |
|    | Stati Uniti (bandiera) | A     | Gus Doerner     | 1922 | 188  | 86   |
|    | Stati Uniti (bandiera) | GA    | Bob Dietz       | 1917 | 185  | 74   |
|    | Stati Uniti (bandiera) | GA    | Woody Norris    | 1919 | 185  | 77   |
|    | Stati Uniti (bandiera) | AC    | Lowell Galloway | 1921 | 193  | 95   |
|    | Stati Uniti (bandiera) | GA    | Don Smith       | 1920 | 188  | 86   |
|    | Stati Uniti (bandiera) | AC    | Homer Thompson  | 1916 | 193  | 98   |

## Staff tecnico
- Allenatori: Herm Schaefer, Ernie Andres